# Marc Fournier
Marc Fournier (Alençon, 12 november 1994) is een Frans voormalig baan- en wegwielrenner.
Van 2010-2014 was hij actief als baanwielrenner. In 2015 kreeg jij een stageplaats bij de FDJ-wielerploeg en van 2016-2017 stond hij onder contract bij deze formatie. In 2018 stapte hij over naar de nieuwe ploeg Vital Concept, in 2019 Vital Concept-B&B Hotels geheten.
In 2015 werd hij tweede op het Frans kampioenschap tijdrijden voor beloften, achter winnaar Rémi Cavagna.

## Baanwielrennen

### Palmares
| Jaar     | NK                                                              | EK                   | WK       | Overig   |
| Junioren | Junioren                                                        | Junioren             | Junioren | Junioren |
| -------- | --------------------------------------------------------------- | -------------------- | -------- | -------- |
| 2011     | Ploegenachtervolging · Achtervolging                            | Ploegenachtervolging |          |          |
| 2012     | Ploegenachtervolging · Achtervolging                            |                      |          |          |
| Beloften |                                                                 |                      |          |          |
| 2013     | Puntenkoers                                                     |                      |          |          |
| 2014     |                                                                 | Ploegkoers           |          |          |
| 2015     |                                                                 | Achtervolging        |          |          |
| Elite    |                                                                 |                      |          |          |
| 2013     | Ploegenachtervolging                                            |                      |          |          |
| 2014     | Puntenkoers · Ploegkoers · Ploegenachtervolging · Achtervolging |                      |          |          |

## Wegwielrennen

### Overwinningen
2013
Jongerenklassement Boucles de la Mayenne
2015
1e etappe Triptyque des Monts et Châteaux
2016
1e etappe Ronde van de Sarthe
Eind- en jongerenklassement Ronde van de Sarthe

## Resultaten in voornaamste wedstrijden
| Jaar | Ronde van Italië | Ronde van Frankrijk | Ronde van Spanje |
| ---- | ---------------- | ------------------- | ---------------- |
| 2017 |                  |                     | opgave           |

| Jaar | Waalse Pijl |
| ---- | ----------- |
| 2017 | opgave      |

## Ploegen
2015 –  FDJ (stagiair vanaf 1 augustus)
2016 –  FDJ
2017 –  FDJ
2018 –  Vital Concept Cycling Club
2019 –  Vital Concept-B&B Hotels
Bonnet · Boucher · Chavanel · Courteille · Delage · Démare · Elissonde · Fischer · Geniez · Geslin · Jeannesson · Ladagnous · Le Bon · Le Gac · Lecuisinier · Manzin · Morabito · Mourey · Offredo · Pichon · Pineau · Pinot · Reza · Roux · Roy · Sarreau · Vaugrenard · Veikkanen · Vichot · Doubey (stagiair) · Fournier (stagiair) · Gesbert (stagiair)
Bonnet · Chavanel · Courteille · Delage · Démare · Eiking · Elissonde · Fischer · Fournier · Geniez · Hoelgaard · Konovalovas · Ladagnous · Le Bon · Le Gac · Lecuisinier · Maison · Manzin · Morabito · Offredo · Pichon · Pineau · Pinot · Reichenbach · Reza · Roux · Roy · Sarreau · Vaugrenard · Vichot · Doubey (stagiair) · Gaudu (stagiair) · Vincent (stagiair)
Bonnet · Cimolai · Courteille · Delage · Démare · Eiking · Fournier · Gaudu · Guarnieri · Hoelgaard · Konovalovas · Ladagnous · Le Bon · Le Gac · Ludvigsson · Maison · Manzin · Molard · Morabito · Pineau · Pinot · Reichenbach · Reza · Roux · Roy · Sarreau · Vaugrenard · Vichot · Vincent · Armirail (stagiair) · Madouas (stagiair) · Seigle (stagiair)
Bagot · Boeckmans · Coquard · Corbel · Courteille · De Backer · Ermenault · Fournier · Garel · Lammertink · Le Bon · Lecroq · Manzin · Morice · Mottier · Müller · Pacher · Reza · Turgis · Van Genechten